# 541 Дебора
541 Дебора (541 Deborah) — астероїд головного поясу, відкритий 4 серпня 1904 року Максом Вольфом у Гейдельберзі.